# Calliephialtes ferrugineus
Calliephialtes ferrugineus là một loài tò vò trong họ Ichneumonidae.